# Lærke
 Denne artikel omhandler pigenavnet Lærke. Opslagsordet har også en anden betydning, se Sanglærke.
Lærke er et pigenavn, der stammer fra fuglen lærke. Ifølge Danmarks Statistik bærer mere end 5.000 danskere navnet, og populariteten er stærkt stigende, da tallet i løbet af 2007 er steget med næsten 500.

## Kendte personer med navnet
- Lærke Winther Andersen, dansk skuespiller
- Lærke Møller, dansk håndboldspiller